# 金智淑 (藝人)
金智淑（： Gim Ji Suk，1990年7月18日—），藝名智淑（： Ji Suk，英語：，曾錯譯為金智書，韓國女藝人，是2009年11月由DSP Media花了4年的時間培養出來的女子组合Rainbow成員。2009年以女子團體Rainbow出道，為七位成員之一，隊中職務為主唱。亦是子團Rainbow Pixie成員之一。擔任KBS節目「演藝家中介」固定主持至2016年。
2016年11月12日，隨著Rainbow全體成員不再與DSP Media續約、團體活動正式結束，智淑開始獨立發展。2017年2月15日，智淑加入STARIT娛樂成為旗下藝人。

## 簡歷
- 由於外貌與少女時代太妍相似，而且自身相片被誤用並標註太妍，曾經成為網民熱話[2]。受洗名稱為「瑪莉亞」。宿舎中與賢榮同房，賢榮下鋪智淑上鋪。家庭成員包括父親及姐姐(母親於2012年因急性癌病去世)。

- 興趣包括聽音樂、寫日記、撒嬌，專長是繪畫(曾為Rainnous設計官方歌迷會會員卡)、書法、唱歌、烹飪、烘培、美甲、花藝、攝影、砌模型、極速喝完一排五枝益力多。而且身體柔軟，特技是把身體縮進大背包裡[3]，喜歡鬆弛熊及神偷奶爸，是運動品牌愛迪達愛好者。外表特徵除了身上穿環，亦擁有成員中最細的纖腰。

- 高中時因為不想上學，與同學組成一枝搖滾樂隊，不單在校內薄有名氣、獲得各地區小型比賽獎項，更曾赢得當地綜合藝術大賽冠軍。得以在弘大Club公演。後來與Kara前成員成熙一同進入DSP試鏡而加入Rainbow。在節目強心臟中曾提及練習生時期，曾與某五人男團成員穩定交往，其後分手[4]。

- 圈內好友包括Secret成員烋星及枝恩 Brown Eyed Girls成員Miryo、中學時曾參與同一歌唱比賽的男團24K成員Ki Su。

- 2013年10月27日，因為參與SBS綜藝節目《世界挑戰—我們要去！》到香港參加「抬轎比賽暨慈善嘉年華2013」[5]，也是Rainbow首位到港成員[6]，同年11月2日起，成為KBS演藝信息節目「演藝家中介」固定記者至今[7]。

- 2014年12月16日，與成員賢榮一同擔任InsiteTV網上時尚節目「Girl's Wiki」主持至今[8]。

- 2015年2月4日，被京畿道員警廳委任為「兒童安全宣傳大使」[9]。翌日(5日)起至2月25日，舉辦首次個人攝影作品展「絨毛」[10]。由於個人網誌極受歡迎，成為Naver星級用家，更擁有官方認可的博主專用名片。

- 2016年7月30日，智淑以攝影師身份，遠赴美國三藩市，為女團I.B.I拍攝宣傳照片。[11]

- 2016年10月28日，DSP發表聲明，Rainbow全體不再續約。29日，Rainbow成員透過Instagram發佈手寫信貼圖，表達對女團解散的感想、以及感謝歌迷一直支持[12]30日，與栽經一同到香港旅行兩日，為2013年後再次到港。

- 2017年2月15日，智淑加入Dmost Entertainment成為旗下藝人[13]。

## 影音作品

### 固定節目
- 2013年-2016年7月23日 KBS2 演藝家中介

### 原聲帶
- 2012年 tvN 月火劇《我愛李泰利》
  - 2012年6月19日公開
  - 「우리 사랑할까요（我們相愛嗎？）」，演唱者：Super Star K3 的閔勛基

- 2013年 KBS 水木劇 《秘密》
  - 2013年11月6日公開
  - 「Secret Love」，Featuring: Outsider

- 2014年 JTBC 月火劇 《我們能相愛嗎》
  - 2014年1月27日公開
  - 「My Hero」

- 2014年 KBS 劇集鋼鐵人 (電視劇)
  - 「사랑해요(I Love You)」，合唱者賢榮

- 2014年 音樂劇「菊花香(국화꽃향기)」
  - 「오리온 자리(獵戶座)」(智淑獨唱版)

- 2016年3月 PS4遊戲「蘇菲的鍊金工房～不可思議書的鍊金術士～」
  - 韓版主題曲  （页面存档备份，存于）

### 合作曲
- 2016年10月27日 Love Fades(시들어) Duet with 吳鐘赫(Click-B)
- 2017年8月24日 Baesisi(배시시) Duet with 鄭鎰勳(BTOB)

### 電視劇
- 2010年 SBS 大物(客串)
- 2016年 Dramaworld 歐巴，我入戲了
- 2021年 KBS2 Imitation 飾演 恩真

### 網上主持節目
- 2014年-2015年 「Girl's Wiki」 （页面存档备份，存于）第一季、第二季
- 2015年-2016年 「Coming Sook」 （页面存档备份，存于）

## 個人作品
- 2015年2月5日-2月25日 個人攝影作品展「絨毛」[14]

## 參演節目

### 綜藝節目
| 日期    | 電視台 | 節目名稱       |
| 2月25日 | Mnet   | director's cut |

| 日期              | 電視台 | 節目名稱 |
| 11月13日-12月11日 | SBS    | 强心臟   |

| 日期           | 電視台   | 節目名稱                    |
| 1月2日-2月12日 | SBS      | 强心臟                      |
| 3月5日         | QTV      | 熬粥的女人不死的男人        |
| 9月18日        | Olive TV | Crazy Market                |
| 9月25日        | Olive TV | Crazy Market                |
| 11月9日        | KBS      | 演藝家中介                  |
| 11月16日       | KBS      | 演藝家中介                  |
| 11月23日       | KBS      | 演藝家中介                  |
| 11月25日       | SBS      | 世界挑戰—我們要去！(香港篇) |
| 11月30日       | KBS      | 演藝家中介                  |
| 12月2日        | SBS      | 世界挑戰—我們要去！(香港篇) |
| 12月7日        | KBS      | 演藝家中介                  |
| 12月9日        | SBS      | 世界挑戰—我們要去！(香港篇) |
| 12月14日       | KBS      | 演藝家中介                  |
| 12月21日       | KBS      | 演藝家中介                  |
| 12月28日       | KBS      | 演藝家中介                  |

| 日期    | 電視台 | 節目名稱         |
| 1月3日  | tvN    | Perfect Singer   |
| 1月4日  | KBS    | 演藝家中介       |
| 1月5日  | KBS    | 出發吧!夢之隊II  |
| 1月11日 | KBS    | 演藝家中介       |
| 1月18日 | KBS    | 演藝家中介       |
| 1月25日 | KBS    | 演藝家中介       |
| 2月1日  | KBS    | 演藝家中介       |
| 2月8日  | KBS    | 演藝家中介       |
| 2月15日 | KBS    | 演藝家中介       |
| 2月22日 | KBS    | 演藝家中介       |
| 3月1日  | KBS    | 演藝家中介       |
| 3月8日  | KBS    | 演藝家中介       |
| 3月15日 | KBS    | 演藝家中介       |
| 3月22日 | KBS    | 演藝家中介       |
| 3月29日 | KBS    | 演藝家中介       |
| 4月5日  | KBS    | 演藝家中介       |
| 4月12日 | KBS    | 演藝家中介       |
| 4月19日 | KBS    | 演藝家中介       |
| 4月26日 | KBS    | 演藝家中介       |
| 5月3日  | KBS    | 演藝家中介       |
| 5月10日 | KBS    | 演藝家中介       |
| 5月17日 | KBS    | 演藝家中介       |
| 5月24日 | KBS    | 演藝家中介       |
| 5月31日 | KBS    | 演藝家中介       |
| 6月5日  | KBS    | 餐桌之神         |
| 6月5日  | Mnet   | 音談悖論         |
| 6月7日  | KBS    | 演藝家中介       |
| 6月14日 | KBS    | 演藝家中介       |
| 6月21日 | KBS    | 演藝家中介       |
| 6月28日 | KBS    | 演藝家中介       |
| 7月5日  | KBS    | 演藝家中介       |
| 7月10日 | Mnet   | 音談悖論         |
| 7月12日 | KBS    | 演藝家中介       |
| 7月17日 | Mnet   | 文熙俊的純潔15歲 |
| 7月19日 | KBS    | 演藝家中介       |
| 7月20日 | TVN    | Cool Kkwadang    |
| 7月26日 | KBS    | 演藝家中介       |
| 7月30日 | KBS    | 早晨廣場         |
| 8月2日  | KBS    | 演藝家中介       |
| 8月9日  | KBS    | 演藝家中介       |
| 8月9日  | SBS    | Star King        |
| 8月16日 | KBS    | 演藝家中介       |

| 日期     | 電視台 | 節目名稱 |
| 12月18日 | MBC    | 能力者們 |

| 日期    | 電視台 | 節目名稱          |
| 2月4日  | JTBC   | 舊屋變新居        |
| 3月7日  | KBS    | 大國民脫口秀-你好 |
| 5月12日 | KBS    | Happy Together S3 |
| 5月14日 | MBC    | 我的小電視        |
| 5月21日 | MBC    | 我的小電視        |
| 6月3日  | MBC    | 我獨自生活        |

| 日期    | 電視台 | 節目名稱               |
| 2月2日  | JTBC   | 宋智孝的Beauty View    |
| 6月11日 | MBC    | 蒙面歌王               |
| 8月26日 | KBS2   | 不朽的名曲：傳說在歌唱 |

### 廣播電台
| 日期            | 電視台 | 節目名稱             |
| 1月26日         | MBC    | 朴京林的星星之夜     |
| 3月18日         |        | Maybee提高音量電台淑 |
| 4月27日-6月15日 | SBS    | Young Street         |
| 7月6日          | SBS    | Young Street         |
| 8月23日         | MBC    | 朴京林的星星之夜     |
| 9月20日         | MBC    | 朴京林的星星之夜     |
| 10月4日         | SBS    | Young Street         |

| 日期     | 電視台 | 節目名稱     |
| 4月9日   | SBS    | Young Street |
| 7月16日  | SBS    | Young Street |
| 10月7日  | SBS    | Young Street |
| 11月29日 | MBC    | 早上好       |
| 12月7日  | SBS    | Young Street |
| 12月14日 | SBS    | Young Street |
| 12月21日 | SBS    | Young Street |
| 12月28日 | SBS    | Young Street |

| 日期    | 電視台 | 節目名稱       |
| 1月4日  | SBS    | Young Street   |
| 1月18日 | SBS    | Young Street   |
| 1月25日 | SBS    | Young Street   |
| 1月30日 | KBS    | Kiss The Radio |
| 2月8日  | SBS    | Young Street   |
| 2月22日 | SBS    | Young Street   |

## 外部連結
- 金智淑的X（前Twitter）
- 金智淑的Instagram帳戶
- 金智淑的Facebook專頁
- 金智淑的新浪微博
- 金智淑的Naver Blog （页面存档备份，存于）
- 金智淑Youtube頻道「SookLog」 （页面存档备份，存于）
- 金智淑的Cyworld （页面存档备份，存于）